# Camillo Passera
Pour les articles homonymes, voir Passera.
Camillo Passera (né le 24 mars 1965 à Varèse, en Lombardie) est un coureur cycliste italien.

## Biographie
Camillo Passera devient professionnel en 1987 et le reste jusqu'en 1991. Il a remporté une victoire professionnelle. Il fut équipier de Gianni Bugno lors de son Tour d'Italie victorieux de 1990.
Au Tour de France 1991, il est mis hors course lors de la 17e étape pour s'être accroché à la voiture de son directeur sportif.

## Palmarès
- 1984
  - 2e de Milan-Rapallo
- 1986
  - 3e du Mémorial Costante Girardengo
  - 9e du Tour de la Communauté européenne
- 1987
  - 3e du Championnat de Zurich
  - 10e de Créteil-Chaville
- 1988
  - 3e étape de la Semaine cycliste internationale
  - 3e du Trophée Pantalica
  - 3e de la Semaine cycliste internationale
- 1989
  - 3e de la Coppa Placci

## Résultats sur les grands tours

### Tour de France
2 participations
- 1989 : 94e
- 1991 : mis hors course (17e étape)

### Tour d'Italie
3 participations
- 1987 : 81e
- 1988 : abandon (19e étape)
- 1990 : 40e

### Tour d'Espagne
1 participation
- 1990 : 91e